# Cheiracanthium inclusum
Cheiracanthium inclusum är en spindelart som först beskrevs av Nicholas Marcellus Hentz 1847.  Cheiracanthium inclusum ingår i släktet Cheiracanthium och familjen sporrspindlar. Inga underarter finns listade i Catalogue of Life.